# Валдемар Тоне
Ва́лдемар То́не (латис. Valdemar Tone 28 березня 1892, Анненієцька волость, Добельський край, Латвія — 30 липня 1958, Лондон, Велика Британія) — латвійський художник.

## Біографія
Теодор Валдемар Тоні народився 28 березня 1892 року в Анненієцькій волості  Курляндської губернії  Російської імперії, нині — Латвія.
Навчався в Анненієцькій волосній школі (1900–1906), Добельській приватній школі Францмана (1906–1907, Ризькому міському художньому училищі (1909, 1911–1915), Пензенській художній школі (1915–1916), паралельно займався ліпленням. Його вчителями в різний час були Герхард фон Розен, Вільгельм Пурвітіс, Яніс Тільбергс, Яніс Розенталс, Август Фольц, Костянтин Рончевський.
У 1913 році на торговому судні, капітаном якого був його брат, здійснив подорож по  Середземному морю з відвідуванням Сицилії, північного берега Африки, Марселя, Ніцци,  Барселони і  Малаги.
У роки Першої світової війни був командиром батальйону 2-го резервного полку  Латиської стрілецької дивізії. Після демобілізації жив у Пскові і Петрограді (1917–1918).
У 1918 році повернувся до Латвії. Викладав малювання і історію мистецтв у ризьких школах (1919–1920), організував власну приватну студію (1919–1923), займався книжковою графікою, поштової мініатюрою, був декоратором у Латвійському національному театрі. У 1922 і 1929 році, будучи стипендіатом Латвійського фонду культури, відвідував країни Західної Європи. Керував класом портретного живопису (1925–1932) і класом оголеної натури (з 1932) у Латвійській академії мистецтв (1925–1932).
У 1944 році повинен був зайняти місце професора, але емігрував до  Німеччини, згодом переїхав на постійне місце проживання до  Великої Британії, де працював до кінця свого життя.
Лауреат премії Латвійського фонду культури (1924, 1934), володар ступеня видатного художника Латвійської академії мистецтв за заслуги в живописі (1934), кавалер  ордена Трьох Зірок IV ступеня (1938).

## Творчість
Був членом Ризької групи художників (1920–1924), першим головою товариства художників «Садарбс» (1924–1925), почесним членом товариства художників Мукусали. У виставках брав участь з 1913 року. Перші помітні роботи «Жінка з голубом» і «Вечір» (обидві 1920) були створені під впливом кубізму. Пізніше виробив індивідуальну манеру письма в якій гармонійно поєднувалися модерністські і реалістичні засоби вираження, а також різні мальовничі техніки.
Його роботи експоновані на виставках Латвійського фонду культури і різних художніх виставках в Латвії та за кордоном. Персональні виставки проходили в  Ризі (1921), Детмольді (1946), Мюнстері (1947), Любеку (1948), Лондоні (1952), Стокгольмі і Гетеборзі (1953). Пам'ятні виставки — в Ризі (1959, 1992).
У постійній експозиції Латвійського Національного художнього музею знаходяться картини В. Тоне «Ескіз портрета» (1920) і «Біля вікна» (1932).